# Rio do Antônio (râu)
Rio do Antônio este un curs de apă în statul Bahia din Brazilia. Este unul dintre afluenții Rio Brumado. Are o lungime de 180 km.